# Passau
Passau är en kreisfri stad i Niederbayern i östra Bayern i Tyskland, och är även känd som Dreiflüssestadt, treflodsstaden. Folkmängden uppgår till cirka 54 000 invånare.
Genom Passau flyter Bayerns huvudflod Donau med högerbifloden Inn, som kommer från Österrike och Schweiz, och vänsterbifloden Ilz, som kommer från skogslandet i närheten av gränsen mot Tjeckien.
I Passau finns sedan 1978 ett eget universitet.

## Historia
Staden grundades av en germanstam vid namn bojer. Deras namn på staden blev latiniserat Boiodurum, erövrades av romarna och omdöptes till Batavis. Sankt Severinus grundade ett kloster i stadens närområde under 400-talet. År 476 lämnade romarna regionen.
Staden är en Nibelungenstadt, en stad som omnämns i eposet Nibelungenlied. Passaufördraget skrevs i staden 1552 vilket var en förberedelse för Religionsfreden i Augsburg. Under många århundraden var staden en stor producent av vapen och smide. Från 1622 till 1633 grundades  Philosophisch-Theologische Hochschule, en filosofisk-teologisk högskola. Den blev senare stadens universitet 1978. 1860 öppnas järnvägslinjen till Straubing, stadens första. 

## Staden
Stefansdomen i Passau (Passauer Stephansdom), en katedral tillägnad Sankt Staffan, intar en dominerande plats i staden. Den är byggd av Carlo Lurago. Tonsättaren och organisten Georg Muffat var verksam som kapellmästare där.
Staden har i övrigt en gammal bevarad innerstad med medeltida arkitektur. Veste Oberhaus är en stor borg på en kulle vid staden. Staden ligger i ett bergigt område så många gator är branta men från strandpromenaden kan man se många pittoreska vyer. Väster om rådhusplatsen byggdes tullhuset i inbyggd nyklassicistisk stil från 1848 till 1851 av Friedrich von Gärtner. Nibelungenhalle, som förr var en attraktion, revs 2004. 
Flera berömda personer kommer från staden: Hans Fruhstorfer, Anna Rosmus (som skrivit lokalhistoria), Gerd Sonnleitner med flera.

### Grannkommuner
| Nord                   | Syd                            | Väst                               | Öst                                                          |
| ---------------------- | ------------------------------ | ---------------------------------- | ------------------------------------------------------------ |
| - Tiefenbach - Salzweg | - Fürstenzell - Neuburg am Inn | - Vilshofen an der Donau - Windorf | - Freinberg (Österrike) - Schardenberg (Österrike) - Thyrnau |